# Front Royal
Front Royal is een plaats (town) in de Amerikaanse staat Virginia, en valt bestuurlijk gezien onder Warren County.

## Demografie
Bij de volkstelling in 2000 werd het aantal inwoners vastgesteld op 13.589.
In 2006 is het aantal inwoners door het United States Census Bureau geschat op 14.561, een stijging van 972 (7.2%).

## Geografie
Volgens het United States Census Bureau beslaat de plaats een oppervlakte van
24,6 km², waarvan 24,0 km² land en 0,6 km² water. Front Royal ligt op ongeveer 160 m boven zeeniveau.

## Plaatsen in de nabije omgeving
De onderstaande figuur toont nabijgelegen plaatsen in een straal van 24 km rond Front Royal.